# Остання втеча (фільм, 1980)
«Остання втеча» (рос. «Последний побег») — радянський художній фільм, поставлений на кіностудії «Ленфільм» у 1980 році режисером Леонідом Менакером. Прем'єра фільму відбулася в липні 1981 року.

## Сюжет
Герой фільму Олексій Іванович Кустов — колишній солдат, ветеран війни. Зараз він працює музичним вихователем в спецшколі-інтернаті для важких підлітків. У 14-річного Віктора Чернова, його улюбленого учня, закінчився термін перебування в школі, але він марно чекав матір — вона за ним не приїхала (як потім виявилося, вона зустрічала з плавання Вітіного вітчима).
Кустов любив Вітьку, вважав його чудовим трубачем і гордістю шкільного оркестру. Він поспівчував горю хлопчака і зголосився сам відвезти його додому, до обласного центру, але адміністрація школи не дозволила: «Нічого, два роки терпів, кілька днів почекає». Кустов, щоб хоч якось втішити хлопчика, отримав на Віктора дозвіл на відлучення і забрав його до себе додому — до вечірньої перевірки.
Кустов не збирався порушувати терміну, зазначеного у дозволі, але склалося так, що під час прогулянки хтось не так на них глянув, хтось мимохідь посміявся над Вітькою, а дружина Олексія Івановича, байдужа до Вітькіної історії, почала лаяти на чоловіка, — і вихователь, плюнувши на все і на заборону начальства, повіз хлопця до матері. Але коли Вітя побачив вдома у матері веселу компанію, його образа взяла верх, він втік від Кустова.
Старий відправляється на пошуки хлопчика, враженого зрадою матері та втратившого віру в людей. Олексій Іванович, простодушна та мудра людина, не шкодуючи себе, бореться за порятунок Віктора, його віри до оточюючих. Він шукає хлопчика по всьому місту, знаходить його батька, який залишив сім'ю багато років тому, і намагається організувати їх зустріч.

## У ролях
- Михайло Ульянов —  Олексій Іванович Кустов
- Олексій Серебряков —  Віктор Чернов
- Ірина Купченко —  Зіна, мати Віктора
- Леонід Дьячков —  Микола, батько Віктора
- Валерій Гатаєв —  Олександр, вітчим Віктора
- Євгенія Ханаєва —  Євгенія Матвіївна, бабуся Віті
- Віктор Павлов —  Євген Вєтров, зять Кустова
- Олена Аржанік —  Соня, внучка Кустова
- Наталія Назарова —  Наталія Іванівна Вдовіна, мати Едіка
- Валентина Владимирова —  Антоніна, буфетниця
- Тетяна Говорова —  Кутепова, мати Сашка
- Раїса Демент —  циганка, мати Михайла
- Володимир Заманський —  Віктор Сергійович Горбатов, співробітник спецшколи  (роль озвучив —  Олександр Дем'яненко)
- Василь Корзун —  Сергій, брат Кустова
- Сергій Кошонін —  наречений Соні
- Людмила Крячун —  член комісії
- Тамара Логінова —  Клавдія Кустова
- Ніна Мамаєва —  Галина Іванівна
- Любов Соколова —  Марія Петрівна, дружина Кустова
- Юрій Саранцев —  Олександр Дорофійович, директор спецшколи
- Марія Скворцова —  свекруха Зіни
- Галина Чигинська —  молодший лейтенант, член комісії
- Вадим Яковлєв —  штурман, гість Олександра

## Знімальна група
- Сценарист —  Олександра Галіна
- Режисер —  Леонід Менакер
- Головний оператор —  Володимир Ковзель
- Головний художник —  Юрій Пугач
- Композитор —  Яків Вайсбурд